# 郡山 - 新潟線
郡山 - 新潟線（こおりやま - にいがたせん）は、福島県郡山市と新潟県新潟市を磐越自動車道経由で結ぶ高速バス路線。
座席指定制のため、乗車には事前の予約が必要。

## 概説
郡山と新潟を直結する交通手段として、かつて磐越西線・信越本線経由の急行列車「あがの」があったが、1985年に快速列車に格下げされた上、1993年に運転区間が会津若松 - 新潟間に短縮されてしまった。
また、上越新幹線と東北新幹線を大宮駅で乗り継ぐ手段もあるが、遠回りな上に料金も高い。
そこで、福島交通と新潟交通は2004年3月20日、当路線の運行を開始した。

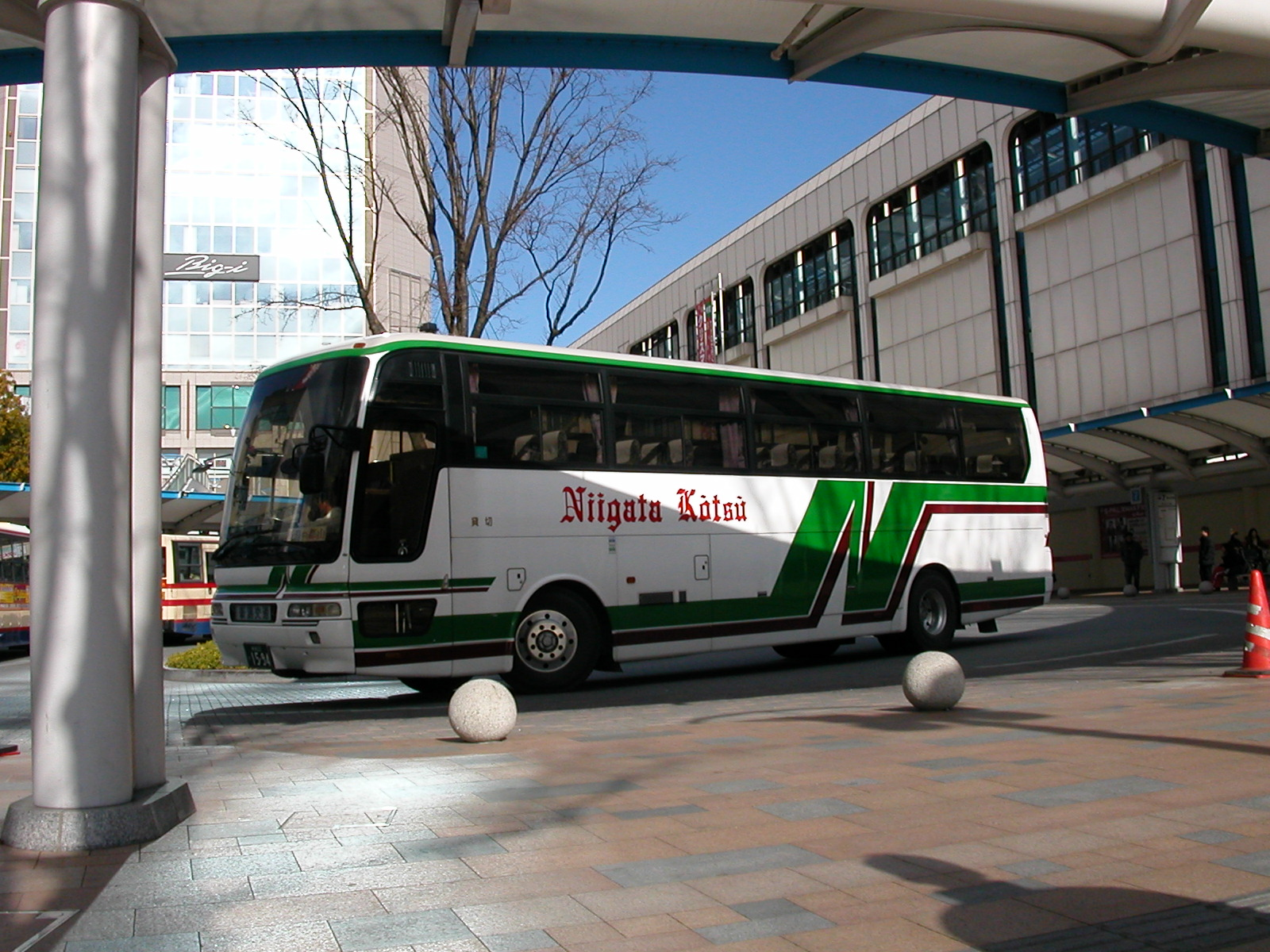
新潟県中越地震発生後の臨時便

### 新潟県中越地震時における対応
新潟県中越地震では上越新幹線、上越線、関越自動車道などが被災して一部区間が損壊し、新潟県下越地方と首都圏とを直結する陸上交通路が断たれた。しかし磐越自動車道は被害を受けなかったことから当路線を代替の陸上ルートとして活用するに至り、2004年10月26日から臨時便6往復を増発、1日8往復体制で運行した（一時さらに増発し、1日最大9往復を運行した日もある）。上越新幹線は同年12月28日に全線で運行を再開したが、この郡山 - 新潟線の増発措置は2005年1月10日まで実施された。

## 運行会社
- 福島交通（郡山支社）
- 新潟交通（新潟東部営業所）

## 停車停留所
▼…郡山発は乗車のみ、新潟発は降車のみ扱い
▲…新潟発は乗車のみ、郡山発は降車のみ扱い
♯…休憩停車を行うパーキングエリア
| 停車停留所 休憩箇所    | 停車停留所 休憩箇所    | 所在地 | 所在地         | 所在地         | 乗降区分 | 備考                                                                         |
| ---------------------- | ---------------------- | ------ | -------------- | -------------- | -------- | ---------------------------------------------------------------------------- |
| 郡山駅前               | 郡山駅前               | 福島県 | 郡山市         | 郡山市         | ▼        | 郡山発は駅前バスのりば4番ポール発                                            |
| 郡山市役所             | 郡山市役所             | 福島県 | 郡山市         | 郡山市         | ▼        |                                                                              |
| 桑野三丁目             | 桑野三丁目             | 福島県 | 郡山市         | 郡山市         | ▼        |                                                                              |
| コパル前               | コパル前               | 福島県 | 郡山市         | 郡山市         | ▼        |                                                                              |
| 磐越道                 | （西会津PA）           | 福島県 | 耶麻郡西会津町 | 耶麻郡西会津町 | ＃       | 10分間                                                                       |
| 新潟駅前               | 新潟駅前               | 新潟県 | 新潟市         | 中央区         | ▲        | 新潟発は万代口・東大通14番バスのりば発 郡山発は帝石ビル前着                  |
| 万代シテイバスセンター | 万代シテイバスセンター | 新潟県 | 新潟市         | 中央区         | ▲        | 新潟発は5番線（構内ロータリー）発 郡山発は11～13番線（東港線沿いバスベイ）着 |

### 運行経路
（郡山インターチェンジ） - 東北自動車道 - （郡山ジャンクション） - 磐越自動車道 - （新潟中央ジャンクション） - 日本海東北自動車道 - （新潟亀田IC） - 国道49号亀田バイパス - 国道7号栗ノ木バイパス・明石通 -  新潟県道33号新潟停車場線 - 国道7号

## 運行回数
- 1日2往復（各社1往復）。

## 運賃
※2024年7月1日現在。
- 大人片道3500円。往復割引の設定なし。

## 歴史
- 2004年（平成16年）
  - 3月20日 - 運行開始。
  - 10月26日 - この日より2005年（平成17年）1月10日まで、新潟県中越地震による臨時便（6往復、のち7往復）を運行。
- 2014年（平成26年）4月1日 - 運賃改定[2]。
- 2017年（平成29年）4月1日 - コパル前バス停に停車開始[3][4]。
- 2019年（令和元年）6月21日 - 運賃改定[5][6]。
- 2020年（令和2年）
  - 4月25日 - 新型コロナウイルスの影響により、この日より当面の間運休[7][8]。
  - 6月19日 - 運行を再開[9]。

## 車両
4列シート（40人乗り）・化粧室付き車で運行。